# Bielorrusia en los Juegos Paralímpicos de Río de Janeiro 2016
Bielorrusia estuvo representada en los Juegos Paralímpicos de Río de Janeiro 2016 por un total de 20 deportistas, 10 mujeres y 10 hombres.

## Medallistas
El equipo paralímpico bielorruso obtuvo las siguientes medallas:
| Nombre             | Deporte                    | Evento                        |
| ------------------ | -------------------------- | ----------------------------- |
| Oro                |                            |                               |
| Andrei Pranevich   | Esgrima en silla de ruedas | Espada individual B masculino |
| Ihar Boki          | Natación                   | 50 m libre S13 masculino      |
| Ihar Boki          | Natación                   | 100 m libre S13 masculino     |
| Ihar Boki          | Natación                   | 400 m libre S13 masculino     |
| Ihar Boki          | Natación                   | 100 m espalda S13 masculino   |
| Ihar Boki          | Natación                   | 100 m mariposa S13 masculino  |
| Ihar Boki          | Natación                   | 200 m estilos SM13 masculino  |
| Uladzimir Izotau   | Natación                   | 100 m braza SB12 masculino    |
| Plata              |                            |                               |
| —                  |                            |                               |
| Bronce             |                            |                               |
| Aliaksandr Tryputs | Atletismo                  | Jabalina F54 masculino        |
| Ihar Boki          | Natación                   | 100 m braza SB13 masculino    |